# 幸世修
幸世修（1915年12月27日—1991年12月2日），江西南康人，中国人民解放军大校。
1930年参加中国工农红军，1931年加入中国共产主义青年团，1932年转入中国共产党。历任红四军十三师三十七团班长、排长、红一军团二师五团任青年干事、红军总政治部巡视员、青年科科长。1934年10月任红九军团第3师第8团政治委员，参加长征。1936年，任红三十二军第94师政治委员、军政治部主任。抗日战争时期，任八路军120师政治部巡视团主任、干部科科长、五寨县临时县委委员、五寨县武装部长、冀中军区独立第四支队政委、第120师独立第1旅副政治委员、代理政治委员，陕甘宁晋绥联防军警备第1旅参谋长。第二次国共内战时期，任冀热辽独立第一旅副旅长、第16旅副旅长、第四野战军铁道兵团司令部参谋处处长。中华人民共和国成立后，任军委训练部行政处副处长、第一军医大学物资保障部部长，第四军医大学队列处处长、校务部副部长。荣获一级八一勋章、二级独立自由勋章、二级解放勋章。1991年12月2日在西安逝世。